# Akademia Policyjna 3: Powrót do szkoły
Akademia Policyjna 3: Powrót do szkoły (ang. Police Academy 3: Back in Training) - komedia nakręcona w 1986 roku w USA.

## Obsada
- Sierżant Carey Mahoney - Steve Guttenberg
- Sierżant Moses Hightower - Bubba Smith
- Sierżant Eugene Tackleberry - David Graf
- Sierżant Larvell Jones - Michael Winslow
- Sierżant Laverne Hooks - Marion Ramsey
- Porucznik Debbie Callahan - Leslie Easterbrook
- Komendant Mauser - Art Metrano
- Kadet Sweetchuk - Tim Kazurinsky
- Kadet Zed - Bob Goldthwait
- Komendant Eric Lassard - George Gaynes
- Kadet Karen Adams - Shawn Weatherly
- Sierżant Chad Copeland - Scott Thomson
- Sierżant Kyle Banks - Brant Von Hoffman
- Sierżant Douglas Fackler - Bruce Mahler
- Gubernator Neilson - Ed Nelson
- Kadet Fackler - Debralee Scott
- Sierżant Proctor - Lance Kinsey
- Kadet Nogata - Brian Tochi
- Kadet Bud Kirkland - Andrew Paris
- Inspektor Henry Hurst - George R. Robertson
- Kadet Hedges - David Huband

## Kierownictwo planu
- Reżyseria - Jerry Paris
- Scenariusz - Gene Quintano
- Zdjęcia - Robert Saad
- Muzyka - Robert Folk
- Montaż - Bud Molin
- Scenografia - Trevor Williams
- Dyrektor artystyczny - Rhiley Fuller
- Dekoracja wnętrz - Sean Kirby
- Kostiumy - Aleida MacDonald
- Produkcja - Paul Maslansky

## Fabuła
Miasta nie stać na utrzymanie dwóch konkurencyjnych Akademii Policyjnych. Tak więc w ostatnim roczniku (dwóch działających) miasto decyduje się oceniać postępy. Ta akademia, która wypadnie gorzej, zostanie zamknięta. Lassard ściąga swych najlepszych absolwentów, aby pomogli mu zwyciężyć, ale czy to pomoże...